# Hera z Samos
Hera z Samos, Hera Cheramyesa – marmurowa rzeźba grecka z okresu archaicznego, datowana na około 560 p.n.e. Znajduje się w zbiorach Luwru.
Rzeźba została odnaleziona około 1875 roku przez mieszkańca Samos niedaleko północno-wschodniego narożnika świątyni Hery i zakupiona następnie do kolekcji paryskiego Luwru przez Paula Girarda. Wykonana przez anonimowego artystę, została wystawiona ku czci bogini przez niejakiego Cheramyesa, o czym zaświadcza wyryta na jej powierzchni inskrypcja o treści „Cheramyes dedykował mnie Herze jako ofiarę”. Przypuszczalnie stanowiła część większej grupy rzeźbiarskiej.
Mierząca 1,92 m wysokości rzeźba jest jednym z lepszych przykładów archaicznej rzeźby typu jońskiego. Przedstawia stojącą postać kobiecą odzianą w ukośny himation, chiton oraz welon. Nie zachowała się głowa oraz przyciśnięta do piersi lewa ręka, która najprawdopodobniej trzymała jakiś przedmiot. Prawa ręka opuszczona jest wzdłuż ciała. Artysta starannie oddał fałdy szat oraz uwypuklił zarysy piersi i pośladków. Górną część posągu oddziela od dolnej wyraźnie zarysowana talia, podkreślona dodatkowo wystającym spod ubioru paskiem. U spodu znajduje się okrągła baza, sugerująca, że pierwotnie rzeźba ustawiona była na kolumnie. Zbliżająca się do cylindrycznej forma i hieratyczność postaci przypomina rzeźby mezopotamskie, wskazując na orientalne wpływy artystyczne.